# Uzerche
Uzerche (in occitano Usercha) è un comune francese di 2 798 abitanti situato nel dipartimento della Corrèze nella regione della Nuova Aquitania.

## Storia

### Simboli
Lo stemma è stato adottato il 25 novembre 1977.
Lo stemma è ispirato alla leggenda che risale al XIII secolo quando i Saraceni misero sotto assedio la città che riuscì a liberarsi grazie ad uno stratagemma: ormai allo stremo dopo sette anni di duro assedio, agli abitanti rimaneva un solo vitello che decisero di ingrassare con il poco frumento ancora disponibile, per poi lasciarlo uscire dalle mura. I Saraceni, impressionati dalla dimostrazione che la città era ancora a lungo provvista di vettovaglie, avrebbero tolto l'assedio.

## Società

### Evoluzione demografica
Abitanti censiti

## Amministrazione

### Gemellaggi
- Serravalle Pistoiese, dal 2001